# Pleine-Sève
Pleine-Sève är en kommun i departementet Seine-Maritime i regionen Normandie i norra Frankrike. Kommunen ligger i kantonen Saint-Valery-en-Caux som tillhör arrondissementet Dieppe. År 2022 hade Pleine-Sève 129 invånare.

## Befolkningsutveckling
Antalet invånare i kommunen Pleine-Sève
| Referens: INSEE |